# Chu Yong-bok
Chu Yong-bok (* 30. September 1927; † 14. März 2005) war ein General der südkoreanischen Luftwaffe und ihr 13. Stabschef. 1979 wurde er Verteidigungsminister. 1983 wurde er von Präsident Chun Doo-hwan zum Innenminister ernannt.